# Mala Sugubina
Mala Sugubina (em cirílico: Мала Сугубина) é uma vila da Sérvia localizada no município de Trstenik, pertencente ao distrito de Rasina, na região de Zapadno Pomoravlje. A sua população era de 265 habitantes segundo o censo de 2011.

## Demografia
| 1948 | 1953 | 1961 | 1971 | 1981 | 1991 | 2002 | 2011 |
| ---- | ---- | ---- | ---- | ---- | ---- | ---- | ---- |
| 529  | 540  | 533  | 498  | 442  | 404  | 333  | 265  |